# Jarhead
Jarhead es una película estadounidense estrenada en 2005 dirigida por Sam Mendes y protagonizada por Jake Gyllenhaal en el papel de Swofford. El título hace referencia a la forma coloquial con la que se denomina a los marines, «cabezabotes» o «cabezajarras», debido a la apariencia otorgada por el corte de pelo militar típico de los marines.

## Sinopsis
Adaptación al cine del libro homónimo de Anthony Swofford, publicado a principios de 2003, donde relata sus experiencias como Marines en la operación Tormenta del Desierto para liberar a Kuwait de la invasión de las tropas iraquíes de Sadam Hussein en 1991. 
Anthony Swofford es un Marine de veinte años de edad enviado al desierto de Arabia Saudita, en la primera guerra del Golfo, para estar preparado a combatir en Kuwait tras su ocupación por Irak. Vivió una guerra muy diferente a la que se describió en los periódicos y en los canales de la época. La película muestra la espera de los marines y soldados que no han entrado directamente en el conflicto armado y cómo lidian con el aburrimiento, describiendo a unos soldados aterrorizados por estar en guerra pero también emocionados por matar a su primera víctima; muestra también a unos jóvenes, como cualesquiera otros, ávidos de sexo, con continuas trifulcas debido a la convivencia, bromas pesadas y con los problemas derivados de su situación, como el encontrarse lejos de sus familias, o las relaciones a distancia con sus parejas.

## Reparto
El reparto de Jarhead estuvo formado por:
- Jake Gyllenhaal como Anthony Swofford.
- Scott MacDonald como D.I. Fitch
- Peter Sarsgaard como Alan Troy.
- Jamie Foxx como Sargento Mayor Sykes.
- Lucas Black como Chris Kruger.
- Brian Geraghty como Fergus O'Donnell.
- Jacob Vargas como Juan Cortez.
- Laz Alonso como Ramon Escobar.
- Evan Jones como PFC Dave Fowler.
- Chris Cooper como teniente coronel Kazinski.
- Dennis Haysbert como Mayor Lincoln.
- John Krasinski como Cabo Harrigan.